# Temse
Temse là một đô thị trong vùng Flanders, một trong ba vùng của Bỉ,  và trong tỉnh Oost-Vlaanderen. Đô thị này bao gồm các thị xã Elversele, Steendorp, Temse và Tielrode. Tại thời điểm ngày 1 tháng 1 năm 2006, Temse có tổng dân số 26.287 người. Tổng diện tích là 39,92 km² với mật độ dân số là 659 người trên mỗi km².